# Antonio Bertoloni
Antonio Bertoloni (Sarzana, 12 febbraio 1775 – Bologna, 17 aprile 1868) è stato un botanico, naturalista e medico italiano.

## Biografia

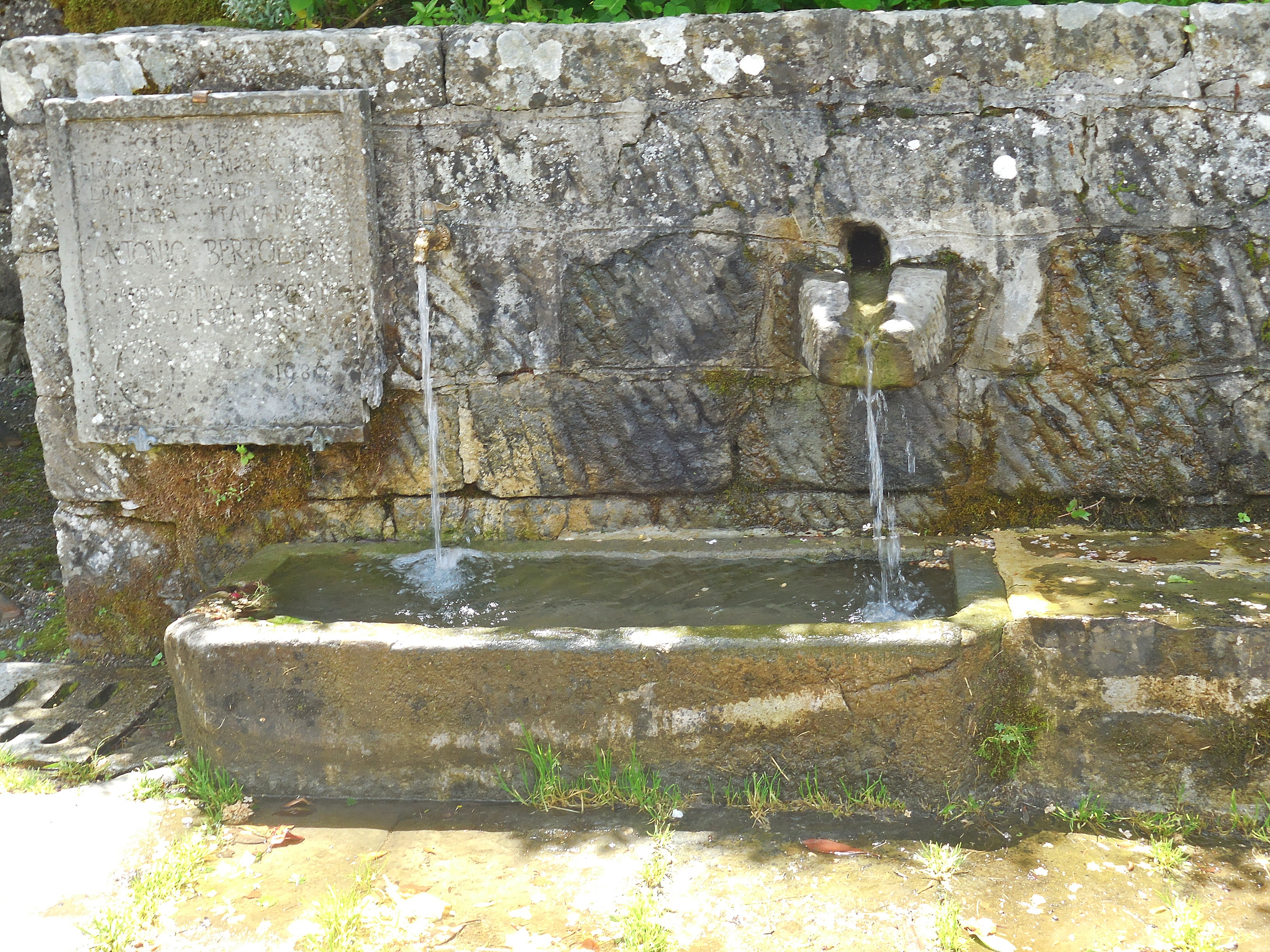
Fontana con lapide dedicata al botanico Bertoloni, che per un certo tempo visse a La Cà, nel comune di Lizzano in Belvedere.

Nacque a Sarzana da Francesco e da Griselda Casoni. 
Avviato nel 1793 agli studi di medicina presso l'Università di Pavia, si dovette trasferire a Genova, dove si laureò nel 1796. Svolse per un breve periodo la professione di medico condotto del suo comune di nascita, finché non decise di ritornare a Genova per occuparsi di botanica, che nel frattempo aveva catalizzato i suoi interessi.
Dal 1815 ottenne la cattedra di Botanica all'Università di Bologna. Partì di fatto da questa sede la sua incessante attività di studio e di ricerca, in particolare rivolta alle piante, che lo avrebbe portato ad essere considerato il più famoso botanico italiano dell'Ottocento.
La sua opera principale è rappresentata da Flora italica, una raccolta in dieci volumi compilati, sotto il titolo completo di «Flora italica sistens plantas in Italia et in insulis circumstantibus sponte nascentes», nell'arco di oltre venti anni. Tale opera è caratterizzata, oltre che dalla descrizione delle specie, molte delle quali scoperte da Bertoloni, anche da una sistematica indicazione delle singole località in cui le stesse piante si erano rinvenute.
L'incessante lavoro di catalogazione della flora, italiana e straniera, lavoro dovuto tanto dalla diretta ricerca dello stesso botanico, quanto agli invii dei colleghi di tutto il mondo, permise la formazione di una ricca raccolta, tuttora vanto dell'Università di Bologna.
Al suo nome è dedicata l'ofride di Bertoloni (Ophrys bertolonii) e il genere Bertolonia.

## Opere principali
- Rariorum Italiane plantarum decas tertia. Accedit speciment zoophytorum Portus Lunae, Prospero, Pisa 1810.
- De re herbaria, dei Nobili, Bologna 1820.
- Praelectiones rei herbariae quae et prolegomeni ad floram italicam, Masi, Bologna 1827.
- Flora italica sistens plantas in Italia et in insulsi circumstantibus sponte nascentes, 10 voll., Masi, Bologna 1833-1854.
- Plantae novae vel minus cognitae horti botanici bononiensis, 2 voll., Tiocchi, Bologna 1838.
- Flora italica cryptograma, 2 voll., Tip. Cenerelli, Bologna, 1858-1862.

| Bertol. è l'abbreviazione standard utilizzata per le piante descritte da Antonio Bertoloni. Consulta l'elenco delle piante assegnate a questo autore dall'IPNI. |